# Poder Ciudadano
Poder Ciudadano o Poder fue un partido político chileno fundado en 2015. Fue uno de los partidos fundadores del Frente Amplio. En 2019 tras fusionarse con Izquierda Autónoma, el partido pasó a integrar Comunes.
Estuvo activo en las regiones de Arica y Parinacota, Tarapacá, Antofagasta, Atacama, Valparaíso, Metropolitana y Los Lagos.

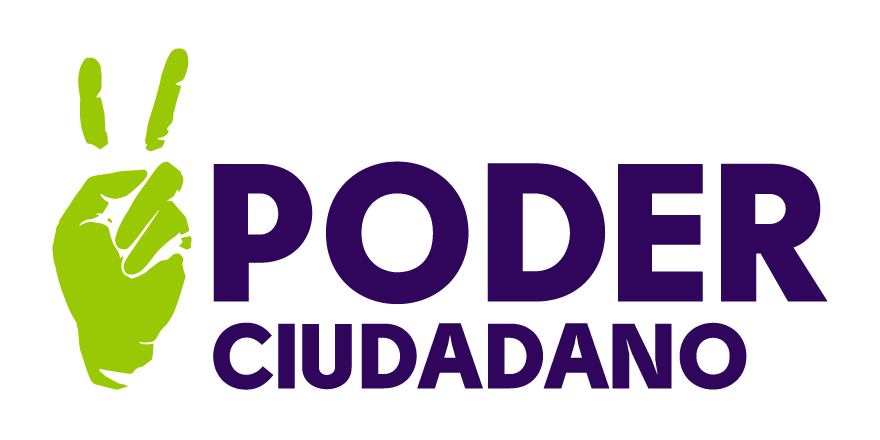
Logotipo alternativo de Poder Ciudadano.

## Historia

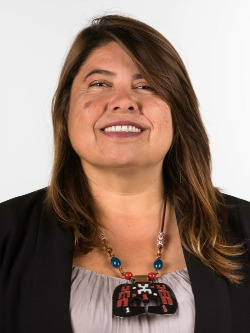
Claudia Mix fue elegida como diputada del partido en las elecciones parlamentarias de 2017.

Fue fundado el 20 de marzo de 2015 (según consta en la escritura pública publicada el 14 de septiembre de 2015 en el Diario Oficial de la República de Chile para establecer su constitución). Entre sus miembros fundadores se encontraban colaboradores de las campañas presidenciales de Michelle Bachelet, Marcel Claude y Alfredo Sfeir en las elecciones presidenciales de 2013.
En su declaración de principios, Poder señalaba que busca «fortalecer la cooperación, la fraternidad y la solidaridad entre los pueblos. Asimismo, promueve la democratización del poder, de los bienes y las riquezas», además de la superación del capitalismo y la construcción del socialismo. El partido fue inscrito de forma legal por el Servicio Electoral en la Región de Tarapacá el 26 de mayo de 2016, y en la Región de Arica y Parinacota el 17 de junio.
El partido había señalado que participaría en las elecciones municipales de 2016 mediante el pacto Alternativa Democrática en más de seis comunas, y busca presentar candidatos en las elecciones parlamentarias y de consejeros regionales de 2017. Sin embargo, durante las negociaciones para definir las listas de candidatos el partido se retiró del pacto y junto con el Partido Ecologista Verde crearon la coalición Poder Ecologista y Ciudadano.
En abril de 2017, el Servicio Electoral de Chile (Servel) anunció la disolución del partido por no conseguir el número mínimo de militantes en tres regiones contiguas u ocho discontinuas. Sin embargo, tras la corrección y revisión de los antecedentes entregados por el partido, el Servel revirtió su decisión y mantuvo la legalidad del partido.
El 9 de mayo de 2017 el partido realizó una votación electrónica entre sus militantes, a partir de la cual el 70% de los participantes votó a favor de apoyar la candidatura de Beatriz Sánchez en las primarias presidenciales del Frente Amplio. El partido también participó de las primarias parlamentarias de la coalición en 3 distritos para definir 5 cupos.
Hasta el 15 de octubre de 2016, el partido se denominaba simplemente «Poder», tras lo cual en el Consejo General de la colectividad celebrado en dicha fecha se cambió el nombre a «Poder Ciudadano». Sin embargo, dicho cambio fue reconocido por el Servicio Electoral de Chile once meses después, el 21 de septiembre de 2017.
En la elecciones parlamentarias de 2017 logró elegir a Claudia Mix como diputada.
Al no obtener la elección de tres diputados o el 3% de los votos en al menos tres regiones contiguas, el partido quedó en riesgo de ser disuelto. Para subsanar aquella situación se creó el partido «Poder Ciudadano del Norte», cuya escritura de constitución fue presentada el 7 de febrero de 2018. Aquella colectividad instrumental inició los trámites para fusionarse con Poder Ciudadano.
En septiembre de 2018 se anunció su fusión con el movimiento Izquierda Autónoma, con el que buscaría formar un nuevo partido «de izquierda feminista, popular y democrático» al interior del Frente Amplio, el cual fue lanzado el 20 de enero de 2019 bajo el nombre de «Comunes».

## Resultados electorales

### Elecciones parlamentarias
|  | 1,46 % |

|  | 1,71 % |